# Centre-ville de Montréal
Le centre-ville de Montréal est le centre d'affaires et culturel de Montréal, au Québec (Canada). 
Il est le siège de nombreuses entreprises canadiennes et contient la plus grande superficie d'espaces à bureaux au Canada. Il est presque entièrement situé sur le versant sud du mont Royal (un parc public de même qu'une attraction touristique) et il est approximativement délimité par l'avenue des Pins au nord, l'avenue Papineau à l'est, l'avenue Atwater à l'ouest et le canal de Lachine au sud. Il est coincé entre le Mont-Royal et le fleuve Saint-Laurent, faisant de lui un espace densément peuplé et urbanisé. 
Il est le deuxième pôle financier en importance au Canada et il abrite la rue commerciale la plus achalandée en Amérique du Nord : la rue Sainte-Catherine.
Les stations de métro de cet arrondissement sont : Lucien-L'Allier, Bonaventure, Square-Victoria-OACI, Place-d'Armes, Champ-de-Mars, Atwater, Guy-Concordia, Peel, McGill, Place-des-Arts, Saint-Laurent, Berri-UQAM, Beaudry, Papineau, Frontenac, Jean-Drapeau et Gare Centrale (REM)

## Description
La région du centre-ville compte de nombreuses habitations, des sièges d'entreprises régionales, provinciales et nationales ou même internationales, ainsi que la grande majorité des gratte-ciel de la ville. Un règlement municipal empêche les gratte-ciel plus haut que le mont Royal afin de préserver la prédominance esthétique de la montagne. Les deux plus grands gratte-ciel sont le 1000 De La Gauchetière et le 1250 René-Lévesque, construits en 1992. La tour de la Bourse est également un important gratte-ciel et est le foyer de la Bourse de Montréal qui marchande les produits dérivés. La Bourse de Montréal était à l'origine un marché d'échanges boursiers et était le premier au Canada. En 1999, tous les marchés financiers sont transférés à Toronto en échange d'une exclusivité sur les marchés des produits dérivés.
Ce secteur loge également trois des quatre établissements universitaires de la ville, l'Université du Québec à Montréal, l'Université Concordia et l'Université McGill.  
Les circonscriptions provinciales de Sainte-Marie-Saint-Jacques et de Westmount-Saint-Louis ainsi que les circonscriptions fédérales de Laurier-Sainte-Marie et de Ville-Marie couvrent le territoire du centre-ville.

## Galerie

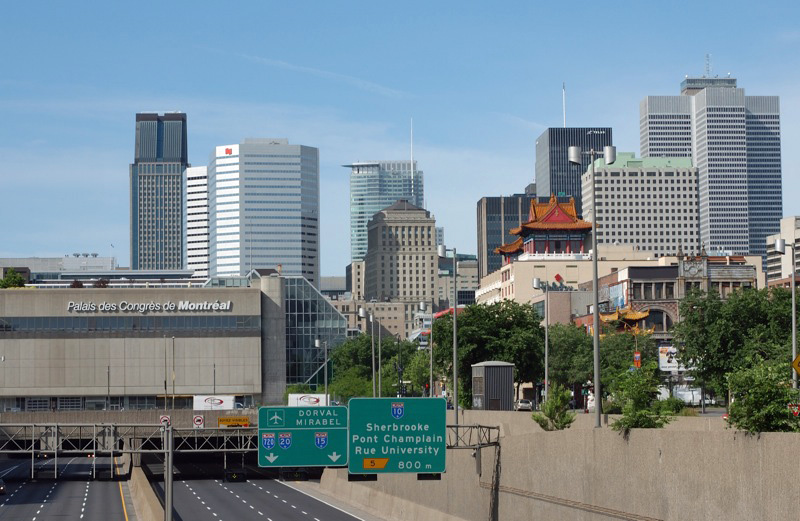
Centre-ville de Montréal
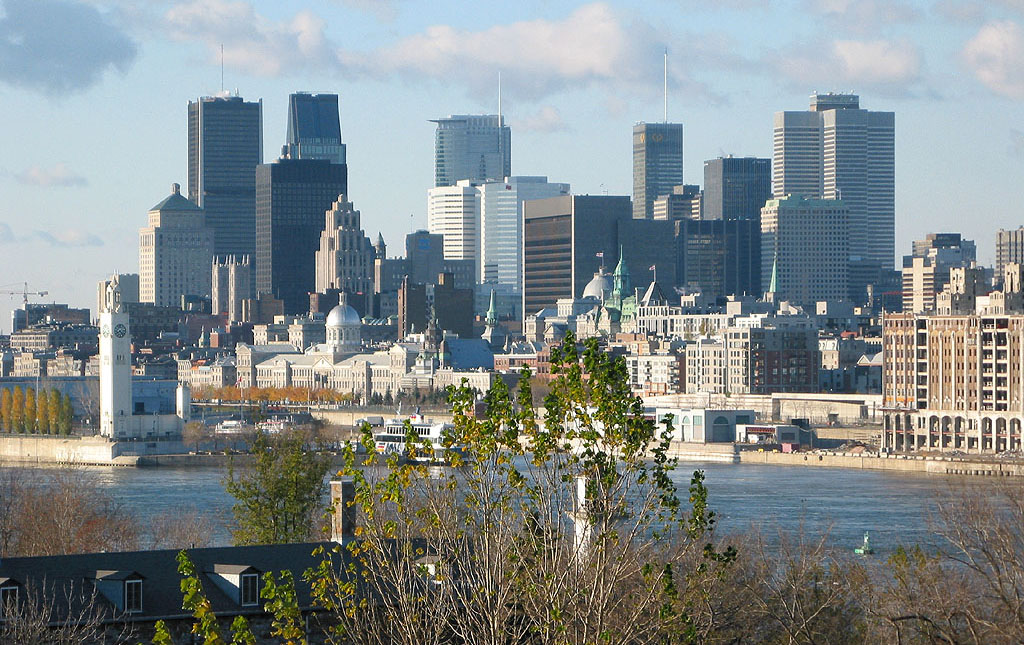
Le centre-ville de Montréal, incluant le Vieux-Port et le panorama.
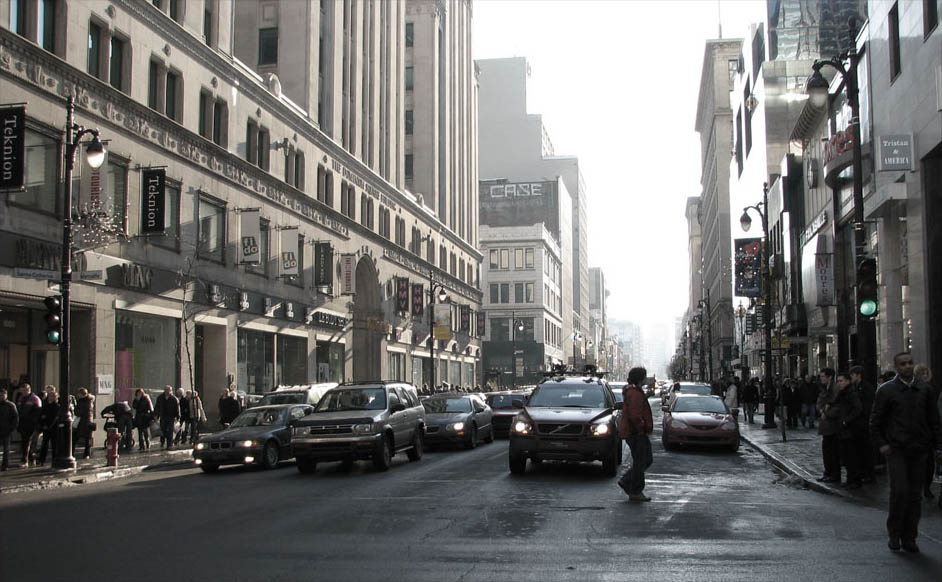
Une vue de la rue Sainte-Catherine